# 독고 (프로게이머)
독고(본명: 김경탁)는 대한민국의 전직 리그 오브 레전드 프로게이머이다. 프로게임단 지도자로 활동하고 있다. 선수 시절 아이디는 Dokgo이며 포지션은 정글이었다.

## 선수 시절
2015년 5월, 파토스에서 프로 커리어를 시작했다.
2016시즌을 앞두고 유럽 2부리그 팀인 SK 게이밍에 입단했다.
2016년 4월, 현역에서 은퇴했다.

## 지도자 생활
2017년 5월, 데토네이션 포커스미의 코치로 부임했다.
2018년 6월, 터키리그 팀인 팀 오로라의 코치로 부임했다.
2021시즌을 앞두고 Gen.G의 코치로 부임했다. 서머 시즌 2군리그 코치상을 수상했다. 2021시즌 종료 후 팀에서 퇴단했다.

## 주요 성적

### 지도자
- 리프트 라이벌즈 2017 우승 (LJL)
- 리그 오브 레전드 재팬 리그 서머 2017 준우승